# Ha!-Ha!-Ha!
Albums de Ultravox!
Ultravox!
(1977) Systems of Romance
(1978)
Ha!-Ha!-Ha! est le deuxième album du groupe Ultravox!, sorti fin 1977. Comme son prédécesseur Ultravox!, c'est un échec commercial : ni l'album, ni le 45 tours RockWrok ne se classent dans les charts britanniques.
Il s'agit du dernier album du groupe avec le guitariste Stevie Shears (en), qui est renvoyé après sa sortie.

## Titres

### Face 1
1. RockWrok (Foxx) – 3:35
2. Frozen Ones (Foxx) – 4:06
3. Fear in the Western World (Cann, Cross, Currie, Foxx, Shears) – 4:00
4. Distant Smile (Currie, Foxx) – 5:21

### Face 2
1. Man Who Dies Every Day (Cann, Cross, Currie, Foxx, Shears) – 4:12
2. Artificial Life (Currie, Foxx) – 5:00
3. While I'm Still Alive (Foxx) – 3:16
4. Hiroshima Mon Amour (Cann, Currie, Foxx) – 5:12

## Musiciens
- John Foxx : chant, guitare sur Hiroshima Mon Amour
- Stevie Shears (en) : guitare
- Billy Currie : claviers, synthétiseur, alto
- Chris Cross : basse, chœurs
- Warren Cann : batterie, boîte à rythmes sur Hiroshima Mon Amour, chœurs

Personnel additionnel :
- C.C. de Gloria Mundi : saxophone (8)